# Hengwiller
Hengwiller é uma comuna francesa na região administrativa de Grande Leste, no departamento Baixo Reno. Estende-se por uma área de 2,14 km². Em 2010 a comuna tinha 194 habitantes (densidade: 90,7 hab./km²).